# 29646 Polya
29646 Polya è un asteroide della fascia principale. Scoperto nel 1998, presenta un'orbita caratterizzata da un semiasse maggiore pari a 2,2477566 UA e da un'eccentricità di 0,0820142, inclinata di 3,89102° rispetto all'eclittica.